# Benczur József (iskolaigazgató)
Benczur József (Bentzur József, Benzur József) (Jaszenova, 1728. február 28. – Buda, 1784. augusztus 31.) jogtörténész, evangélikus iskolaigazgató.

## Élete
Első tudományos kiképeztetését hazájában nyervén, külföldi egyetemekre ment; 1750-ben a téli félévre Jénában iratkozott be, azután Halléban tanult. 1755-ben tért vissza hazájába s júniusban a késmárki líceum rektora lett, innét 1760-ban Pozsonyba hívatott meg iskolaigazgatónak; 1771-ben visszatért Késmárkra, ahol ismét rektor lett. 1776-ban pozsonyi városi tanácsossá nevezték ki. Az iskolai ügyek megvitatására II. József által 1782. március elejére összehívott értekezleten az evangélikus egyházat egymaga képviselte. 1784-ben a királyi magyar udvari kamaránál allajstromozónak neveztetett ki; de alig foglalta el hivatalát, a kamara Pozsonyból Budára költözött és a levéltár rendezésével ő lett megbízva. Midőn hajóra szállt, hogy Budára költözzék, Kollár Ádám Ferenc császári és királyi könyvtárnok meghalt és helyébe II. József császár őt nevezte ki és futárt küldött utána, aki őt a budai partra szállása előtt érte utol. Midőn Benczur kineveztetését a hajón átvette, ennek olvasása közben szélütés érte és meghalt. Irodalmi érdemei elismeréséül Mária Terézia királynőtől 100 arannyal töltött tubákosszelencét kapott.

## Munkái
- Compendium Hungariae geographicum. Posonii, 1753. (2. kiadás. Uo. 1768. Bél Notitiájának kivonata.)
- Praetensio Brandenburgica. (Bécs), 1758.
- Ungaria semper libera… Uo. 1764. Online
- Confutatio praetensionis Borussicae in Silesiam. Uo. 1768.
- Commentatio iuridica critica de hereditario iure serenissimae domus Austriacae in apost. regnum Hungariae… Viennae et Lipsiae. 1771. (Eusebius Verinus névvel.) Online
- Vorläufige Ausführung der Rechte des Königreichs Hungarn auf Klein- oder Roth-Russen und Podolien. Wien. 1772. és 1783. H. n. (Névtelenűl. Ugyanez francziáúl is.)
- Jurium Hungriae in Russiam minorem et Podoliam, bohemiaeque in Oswiciensem et Zatoriensem ducatus praeviae explicatio. Vindobonae, 1772.
- Schreiben an einen Freund, darinn einige Zweifel wider die Aechtheit der Stiftungsurkunde, welche der heilige Stefan König von Ungarn dem Benedictiner Kloster des heil. Martin 1001. ertheilet haben soll, den Gelehrten zur Prüfung vorgeleget werden. Uo. 1779.
- Animadversiones in P. Chrysostomi Novák vindicias diplomatis Stephanei. Uo. 1780. (Névtelenűl.)
- Was hat der Regent für ein Recht über päbstliche Bullen? Uo. 1782.
- Vorläufige Beantwortung der wichtigen Frage: ob die Protestanten in Ungarn verbunden sind die Stolar- oder Pfarramtsgebühren an die kath. Pfarrer zu entrichten. H. n., 1783.
- Kann ein apostolischer König die ungarische Klerisey in Ansehung der Kirchengüter reguliren, ohne die ihr zukommende adelichen Rechte und Freyheiten zu schwächen. Frankfurt und Leipzig. 1784. (Névtelenűl.)
- De dominio eminenti apostolici regis Hungariae et iuribus cum eo connexis. Francof. et Lipsiae, 1784. (Névtelenűl.)
- Jus publicum Hungariae. Viennae, 1790. (Beck Ker. Ágost után németből.)

### Kéziratban
Regulatio honorum cleri per regem instituenda non praejudicat privilegiis és Rerum Hungaricarum libri I. et II. Késmárk, 1756–57. az Országos Széchényi Könyvtárban; Institutiones juris publici Hungariae 1768. 4r. 189. l. a budapesti egyetemi könyvtárban.